# 埃尔卡·韦斯特隆德
埃尔卡·韦斯特隆德（瑞典語：Erkka Westerlund，1957年3月30日—），芬兰冰球运动员、教练。他曾带领芬兰国家队参加2006年和2014年冬季奥林匹克运动会冰球比赛，结果队伍共获得一枚银牌和一枚铜牌。